# Nicolaus Poda von Neuhaus
Pour les articles homonymes, voir Neuhaus.
Nicolaus (ou Nikolaus) Poda von Neuhaus, né le 4 octobre 1723 à Vienne et mort le 29 avril 1798 dans cette même ville, est un jésuite et naturaliste autrichien qui s'est particulièrement distingué dans le domaine de l'entomologie.

## Biographie
Il fait ses études d’abord à l’Akademische Gymnasium puis à l’université à partir de 1739. Il rejoint la Compagnie de Jésus le 22 novembre 1740. Il étudie à Leoben en 1742, à Klagenfurt de 1743 à 1746, à Judenburg en 1747, les mathématiques à nouveau à Vienne de 1748 à 1749 et la théologie de 1750 à 1753.
Après avoir obtenu le troisième ordre à Judenburg en 1754, il commence à enseigner à Klagenfurt en 1755, puis à Linz en 1757, puis à l’université jésuite de Graz de 1758 à 1765. À Graz, il est aussi le conservateur de l’observatoire et commence une collection d’histoire naturelle. De 1766 à 1771, il est professeur à l’université de Schemnitz en Hongrie.
Il fait paraître en 1761 à Graz Insecta Musei Graecensis premier ouvrage purement entomologique à suivre la nomenclature binomiale de Carl von Linné (1707-1778).
Il s’installe à Vienne après l’interdiction de l’ordre en 1773. À cette date, il ne publie plus sous son nom. Il semble qu’il est l’auteur, ou le coauteur avec Ignaz von Born (1742-1791), de Monachologia... en 1783, sous le pseudonyme de Physiophilus. Il s’agit d’une satire réalisée comme un ouvrage d’histoire naturelle.
Il est le confesseur de l’empereur Léopold II.
Outre une collection de minéraux, il avait constitué une importante collection d’insectes dont on a perdu la trace.